# Monumento naturale Valle delle Cannuccete
Il monumento naturale Valle delle Cannuccete è un'area naturale protetta del Lazio istituita nel 1995.
Occupa una superficie di 20 ettari nel territorio del comune di Castel San Pietro Romano in provincia di Roma.

## Comuni
L'area interessata è interamente nel territorio del comune di Castel San Pietro Romano.